# Pont de Pyrimont de Surjoux
Ne pas confondre avec le pont de Pyrimont à Chanay.
Le pont de Pyrimont de Surjoux également dénommé passerelle de Surjoux est un pont en poutre treillis utilisé comme pont routier. Il franchit le Rhône entre Surjoux-Lhopital (Ain) et Challonges (Haute-Savoie).

## Histoire
Le premier pont de Pyrimont dit Pont de Pyrimont à Chanay, situé en aval, est détruit dans la nuit du 19 au 20 juin 1940 par l'armée française, dans le but de retarder les Allemands.
De fait, de 1940 jusqu'au début des années 1950, la traversée du fleuve se fait à l'aide d'un bac à traille à l'emplacement duquel sera édifié le nouveau pont dit "pont de Pyrimont de Surjoux" ou "passerelle de Surjoux".

## Caractéristiques
Ce pont édifié au début des années 1950 (1952 selon la base CNR/Oasis ; 1954 selon la notice structurae ) est un pont en treillis : les longueurs de ses travées sont respectivement de 24,43 mètres, 40,50 mètres et 24,43 mètres pour une longueur totale d'environ 93 mètres,. En fait, il est composé de trois éléments distincts de ponts militaires préfabriqués : la travée centrale est un pont Bailey et les deux travées latérales sont des pontons Whale provenant du port artificiel d'Arromanches.
La largeur du tablier est de 2,75 mètres, ce qui n'autorise une circulation dans les deux sens que par alternat.